# Aeroportul Internațional Sardar Vallabhbhai Patel
Aeroportul Internațional Sardar Vallabhbhai Patel (IATA: AMD, ICAO: VAAH) este un aeroport din Ahmedabad, Ahmedabad district⁠(d), Gujarat, India ce deservește zona Ahmedabad. Aeroportul a fost tranzitat în decembrie 2022 de 1.027.493 de pasageri. A fost numit după Sardar Vallabhbhai Patel⁠(d).
Situat la o altitudine de 58 m, aeroportul dispune de 1 pistă. Este operat de Airports Authority of India⁠(d).

## Infrastructură

### Piste
Aeroportul dispune de o singură pistă. Pista 05/23 are suprafața de asfalt și dimensiunile 3.599 m × 45 m. 